# Pico de São Tomé
Pico de São Tomé (verouderd: Pico Gago Coutinho) is een berg op het eiland Sao Tomé, die 2024 meter hoog is en daarmee de hoogste berg van Sao Tomé en Principe. Geologisch gezien is het een schildvulkaan die op de bodem van de Atlantische Oceaan staat. Vrijwel al het recentere vulkanische gesteente bestaat uit basalt.
De berg maakt deel uit van het Parque Natural Ôbo en is volledig bebost. De top is alleen bereikbaar te voet.